# Tsaratanana (ort)
Tsaratanana är en ort i Madagaskar.   Den ligger i regionen Betsibokaregionen, i den norra delen av landet, 240 km norr om huvudstaden Antananarivo. Tsaratanana ligger 349 meter över havet och antalet invånare är 16 761.
Terrängen runt Tsaratanana är platt åt nordväst, men åt sydost är den kuperad. Runt Tsaratanana är det glesbefolkat, med 8 invånare per kvadratkilometer. Det finns inga andra samhällen i närheten. Omgivningarna runt Tsaratanana är huvudsakligen savann.